# 슬로베니아 요리

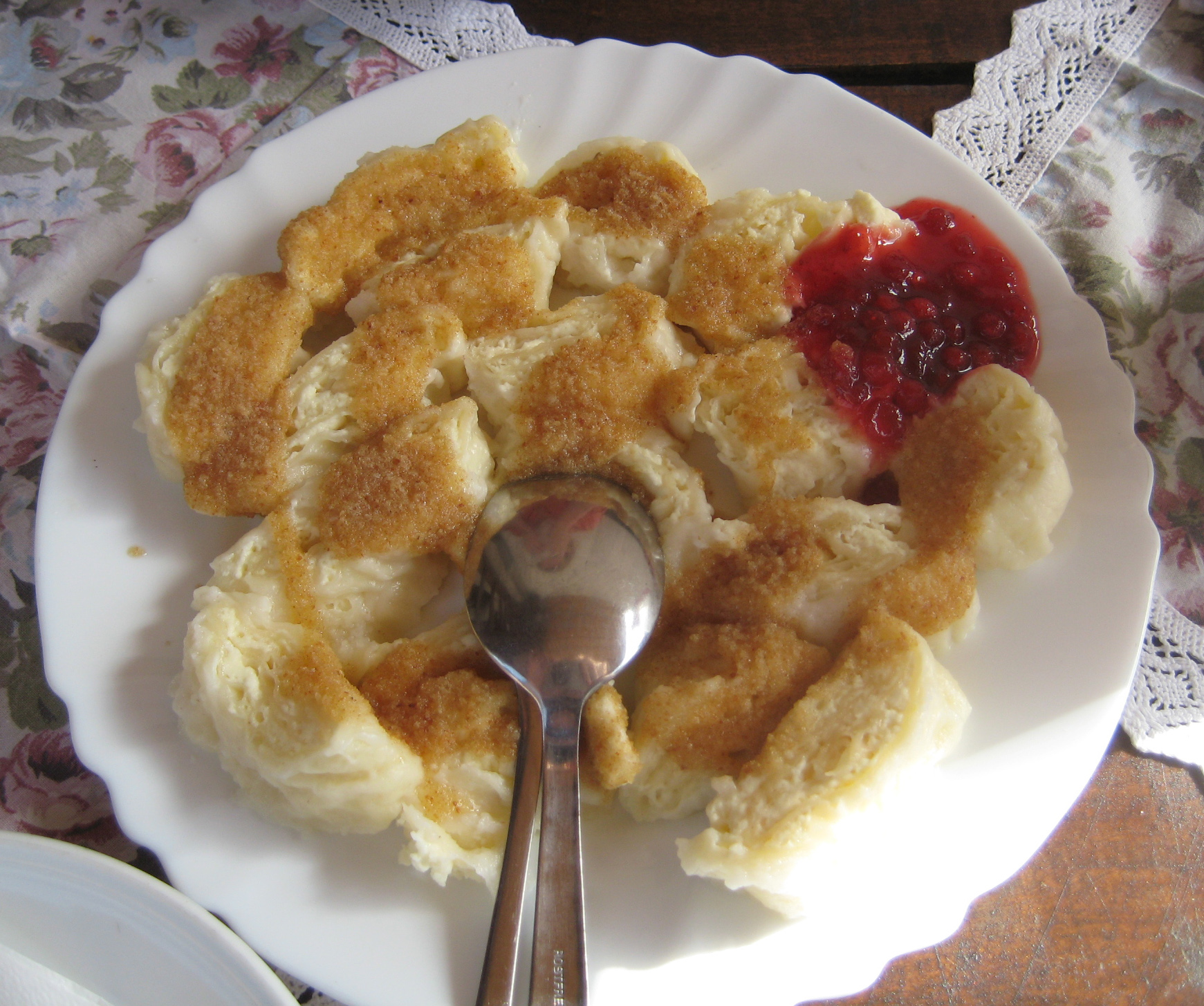
슈트루클리

슬로베니아 요리(Slovenia 料理, 슬로베니아어: slovenska kuhinja 슬로벤스카 쿠히냐)는 중앙·동남유럽에 있는 슬로베니아의 요리이다. 슬로베니아의 풍경, 기후, 역사 및 이웃나라 문화 다양성의 영향을 받는다.

## 슬로베니아의 전통 음식

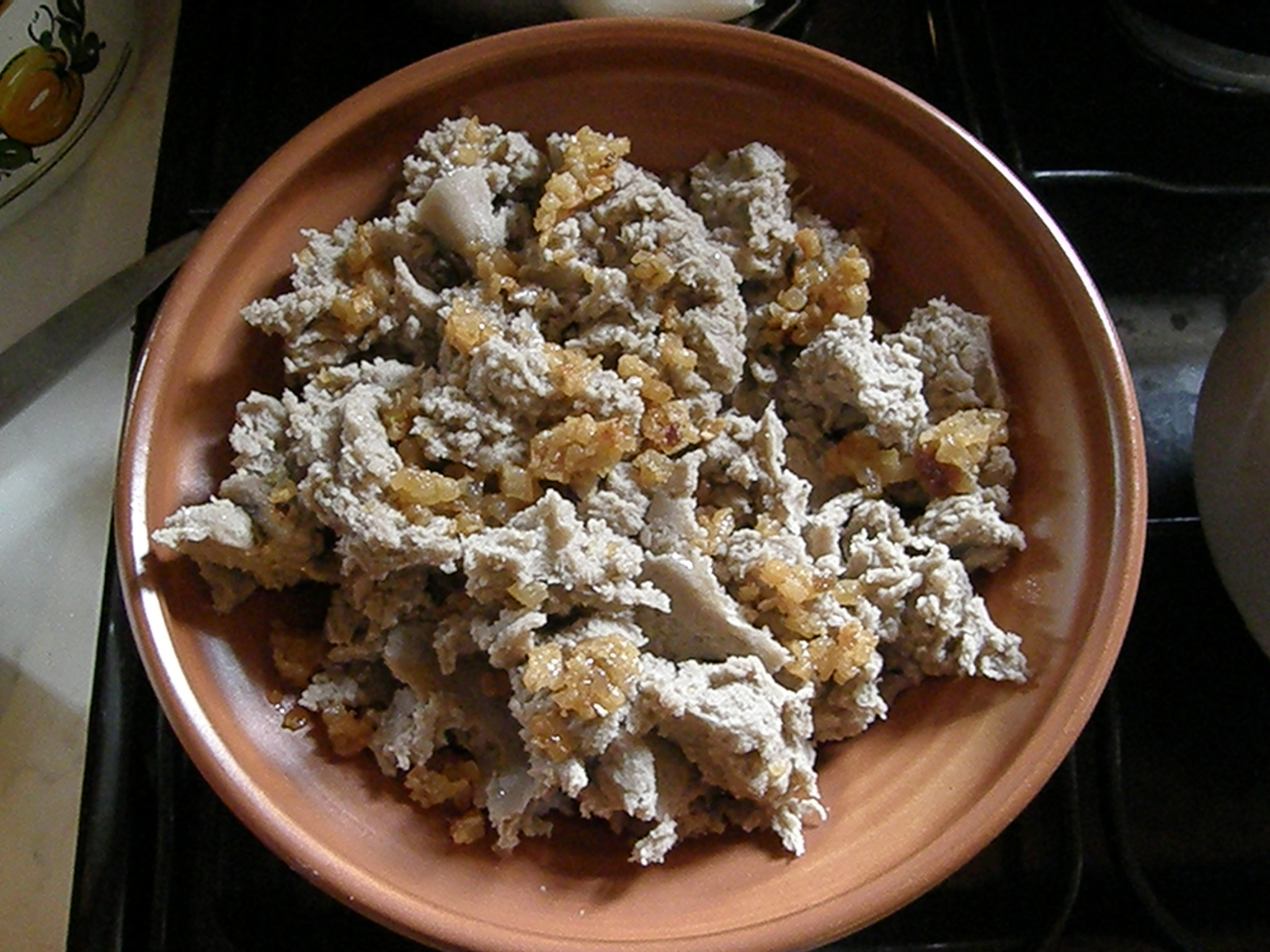

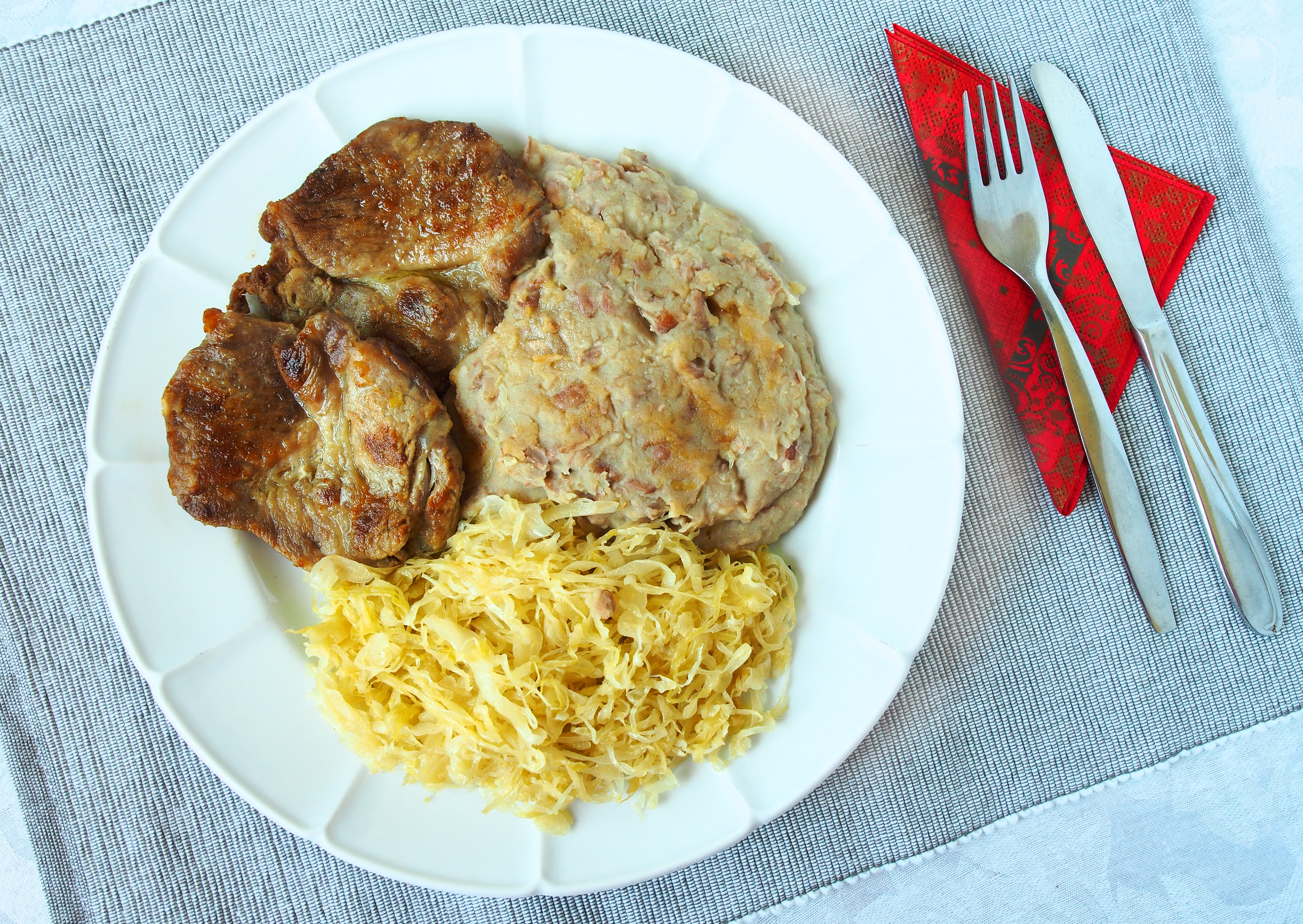

- 아이도비 즈간치
- 벨로크라니스카 포비티차
- 부이타 레파
- 푼슈테르츠
- 크메치카 포예디나
- 크라니스카 클로바사
- 마테브즈
- 마브젤리
- 메제를리
- 미네스트로네
- 오바라
- 누트 롤
- 프레크무르스카 기바니차
- 리체트
- 슈페호브카
- 비파브스카 요타

## 같이 보기
- 슬라브 요리
- 유럽 요리
- 지중해 요리